# 매안로
매안로(Maean-ro)는 전라남도 순천시 해룡면 CGV사거리 에서 해룡면 승평중삼거리 를 연결하는 도로이다.

## 주요 경유지
전라남도
- 순천시 (해룡면)

## 노선
| 이름          | 접속 노선     | 소재지        | 소재지        | 비고          |
| 해광로와 직결 | 해광로와 직결 | 해광로와 직결 | 해광로와 직결 | 해광로와 직결 |
| ------------- | ------------- | ------------- | ------------- | ------------- |
| CGV사거리     | 신대로        | 순천시        | 해룡면        |               |
| 매안초삼거리  | 좌야로        | 순천시        | 해룡면        |               |
| 향매 교차로   | 향매로        | 순천시        | 해룡면        |               |
| 매안2교사거리 | 신대로        | 순천시        | 해룡면        |               |
| 매안2교       |               | 순천시        | 해룡면        |               |
| 매안1교       |               | 순천시        | 해룡면        |               |
| 승평중삼거리  | 좌야로        | 순천시        | 해룡면        |               |

## 주요 건물 및 시설
- 전라남도청 동부청사 (매안로 16/신대리 2137)
- 농협 전남도청동부청사출장소 (매안로 16/신대리 2137)
- CU 신대클래스점 (매안로 66/신대리 2002-2)
- 순천삼산중학교 (매안로 84/신대리 1995)
- CU 순천신대베스트점 (매안로 133/신대리 1981-5)
- 순천로컬푸드 신대점 (매안로 138/신대리 1980)
- 신대119안전센터 (매안로 142/신대리 1980)
- 해룡면사무소 출장소 (매안로 162/신대리 1971)